# Borut Pahor
Pour les articles homonymes, voir Pahor.
Ne doit pas être confondu avec Boris Pahor.
Borut Pahor, né le 2 novembre 1963 à Postojna, alors en république socialiste de Slovénie, est un homme d'État slovène, ancien membre des Sociaux-démocrates (SD), et président de la république de Slovénie de 2012 à 2022.
Il est élu député pour la première fois en 1990, et prend en 1992 la présidence de la délégation slovène à l'Assemblée parlementaire du Conseil de l'Europe (APCE), un poste auquel il renonce cinq ans après, du fait de son élection à la présidence de la Liste unie des sociaux-démocrates (ZLSD). En 2000, il devient président de l'Assemblée nationale slovène, mais démissionne en 2004 à la suite de son élection au Parlement européen.
Ayant modifié le nom de la ZLSD en SD, il remporte les élections slovènes de 2008 et, prenant la tête d'une coalition gouvernementale de centre-gauche, est choisi peu après comme président du gouvernement slovène. Après le retrait de deux partenaires en 2011, il perd un vote de confiance à l'Assemblée nationale.
Défait aux législatives anticipées de novembre 2011, il est élu président de la République l'année suivante.

## Éléments personnels

### Formation
Il effectue ses études secondaires à Nova Gorica et entre en 1983 à l’université de Ljubljana, où il étudie la science politique à la faculté de sociologie, de science politique et de journalisme. Il obtient son diplôme, avec une spécialisation en relations internationales, en 1987 avec la récompense académique Prešeren, la plus importante pour les étudiants de Slovénie.

### Vie familiale
Il est né à Postojna, alors en république socialiste de Slovénie mais passe son enfance dans la localité de Šempeter, à la frontière avec l'Italie. Il vit avec Tanja Pečar, une avocate, et est père d'un garçon, Luka. En plus du slovène, il parle anglais, italien et a des rudiments de français.

## Vie politique

### Parcours militant
Au cours de ses études supérieures, il intègre la Ligue des communistes de Slovénie, où il prend progressivement de l'importance au cours des années 1980 en soutenant le courant réformateur de Milan Kučan. Il rejoint le nouveau parti de la Liste unie des sociaux-démocrates (ZLSD) en 1993, dont il devient tout de suite vice-président.
Désigné président de la ZLSD en mars 1997, il est réélu en juin 2001 et décide, lors de sa deuxième réélection au congrès d'avril 2005, de renommer la formation en « Sociaux-démocrates » (SD).

### Député slovène
En 1990, il est élu délégué à l'Assemblée de la République slovène, où il est choisi pour présider les commissions des Affaires internationales et de la Jeunesse. Il entre deux ans plus tard à l'Assemblée nationale slovène, formée à la suite de l'indépendance du pays. Il devient aussitôt président de la délégation slovène à l'Assemblée parlementaire du Conseil de l'Europe (APCE). Réélu en 1996, il obtient également un poste de vice-président de la commission des Relations internationales. Il renonce à toutes ses fonctions en 1997.

### De la présidence de l'Assemblée au Parlement européen
À la suite des élections législatives de 2000, la ZLSD accède au pouvoir dans le cadre d'une coalition gouvernementale avec la Démocratie libérale slovène (LDS) et d'autres partis, ce qui permet à Pahor d'être désigné président de l'Assemblée. Il se distingue alors par son comportement à la fois modéré et non partisan, ce qui lui vaudra le respect d'une importante partie de l'opposition de centre droit. Il démissionne le 12 juillet 2004 afin de pouvoir siéger au Parlement européen, où il a été élu au cours des premières élections européennes slovènes.

### Président du gouvernement

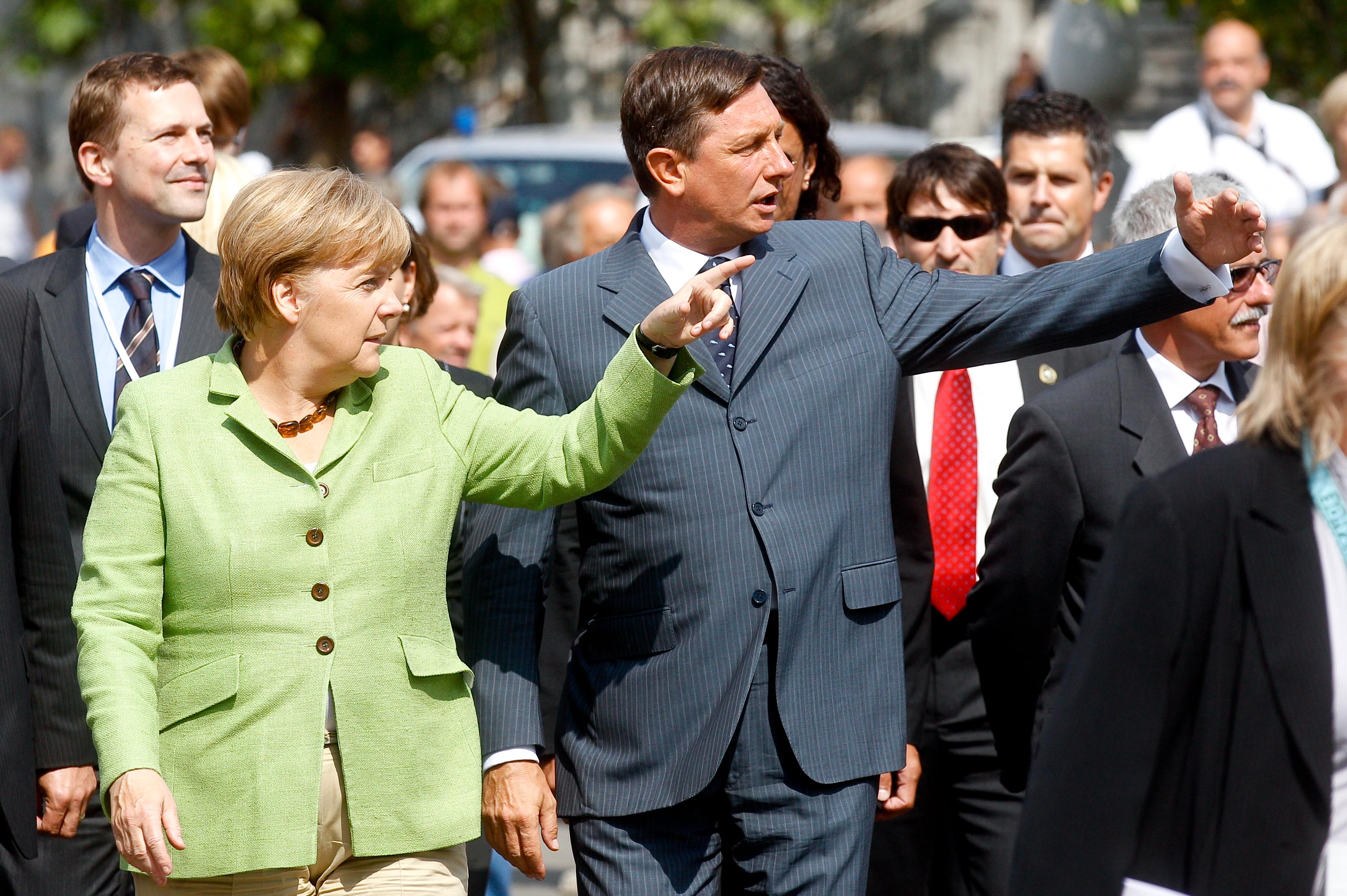
Borut Pahor et Angela Merkel, en 2011.

Ayant refusé de se présenter à l'élection présidentielle de fin 2007, alors qu'il faisait figure de favori, il apporte son soutien à Danilo Türk et choisit de mener la campagne du SD en vue des élections législatives du 21 septembre 2008. Son choix s'avère payant puisque son parti, qui n'avait obtenu que 10,1 % des voix au précédent scrutin, récolte 30 % des suffrages et 29 députés, contre 28 au Parti démocratique slovène (SDS) du président du gouvernement Janez Janša. Chargé le 3 novembre par le chef de l'État de constituer le nouveau gouvernement, il est officiellement investi de cette mission par l'Assemblée quatre jours plus tard. Après avoir formé une coalition gouvernementale de centre gauche avec Réel - Nouvelle politique (Zares), le Parti démocrate des retraités slovènes (DeSUS) et la Démocratie libérale slovène (LDS), Borut Pahor devient président du gouvernement le 21 novembre 2008, étant alors le premier social-démocrate à occuper ce poste.
Le 19 avril 2011, le DeSUS annonce qu'il se retire de la coalition, son président Karl Erjavec dénonçant une alliance au sein de laquelle « l'honnêteté est négligée » et appelant à l'organisation d'élections anticipées. Le président de Zares et ministre de la Science, Gregor Golobič, annonce trois jours plus tard qu'il compte remettre sa démission au mois de juin, à la suite des référendums d'initiative populaire portant sur la réforme du marché du travail et du système de retraites. Le 20 septembre suivant, il perd un vote de confiance à l'Assemblée, avec seulement 36 voix, contre 51, ce qui conduit à la convocation d'élections anticipées. À l'occasion de ce scrutin, tenu le 4 décembre, son parti rétrograde à la troisième place, avec seulement dix sièges. Il est remplacé par son prédécesseur, Janez Janša, le 10 février 2012.

### Président de la République
À la fin de l'année 2012, il se présente à l'élection présidentielle, avec l'appui des Sociaux-démocrates et après avoir recueilli plus de quatre mille parrainages citoyens. Ses deux principaux adversaires sont le chef de l'État sortant, Danilo Türk, soutenu par Slovénie positive (PS), et Milan Zver, ancien ministre de l'Éducation et des Sports, candidat du Parti démocratique slovène. Avec 40,1 % des suffrages exprimés, dans un contexte de participation en nette baisse, il crée la surprise et arrive en tête du premier tour, devant Türk, qu'il affronte trois semaines plus tard. Avec une participation encore en baisse, de seulement 41 % des inscrits, il s'impose au deuxième tour avec 67,4 % des suffrages face au chef de l'État sortant. Il prend ses fonctions le 22 décembre 2012.
À la suite de l'annonce le 29 avril 2014 de la démission prochaine de la présidente du gouvernement Alenka Bratušek, il fait savoir qu'il ne compte pas faire usage de son pouvoir de nomination pour la remplacer, ouvrant ainsi la voie à des élections anticipées.
Longtemps donné favori pour l'élection présidentielle de 2017, il présente sa candidature pour un second mandat présidentiel de cinq ans. Recueillant 47 % à l'issue du premier tour, il est toutefois mis en ballottage par le comédien Marjan Šarec ; au terme d'une campagne tendue, marquée par l'utilisation des réseaux sociaux, Pahor est réélu président de la République en recueillant 52,9 % des voix contre 47 % pour son adversaire.